# Fausto Bertinotti

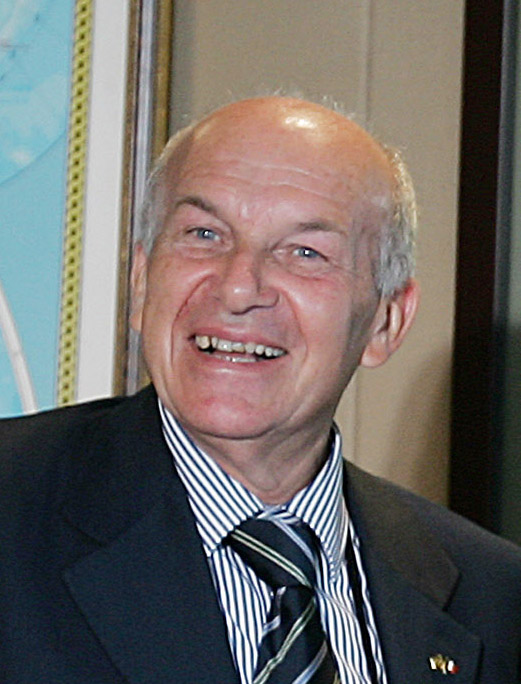
Fausto Bertinotti in 2007

Fausto Bertinotti (Sesto San Giovanni (metropolitane stad Milaan), 22 maart 1940) is een Italiaans communistisch politicus. Bertinotti was tot aan de door Romano Prodi gewonnen verkiezingen van 2006 voorzitter van de Partito della Rifondazione Comunista (Heropgerichte Communistische Partij), en werd na de verkiezingsoverwinning gekozen tot voorzitter van de Camera dei deputati.

## Vroege carrière

### Vakbondsman
Fausto Bertinotti volgde middelbaar onderwijs in Milaan en studeerde daarna voor technisch deskundige. In 1964 sloot hij zich aan bij de vakbond CGIL en werd de lokale secretaris van de Federazione Italiana degli Operai Tessili, de Italiaanse Textielarbeiders Federatie. In 1967 werd hij voorzitter van de Kamer van Arbeid van Novara. Van 1975 tot 1985 was hij regionaal secretaris van de CGIL in Piëdmont. Binnen de CGIL behoorde Bertinotti tot de uiterst linkse vleugel van de vakbond, de Essere Sindacato genaamd. In 1984 werd hij algemeen secretaris van de CGIL (tot 1994).
Bertinotti was een echte vakbondsman en was voorstander van stakingen en een harde lijn tegenover de "grote bazen" (dat wil zeggen fabrieksdirecteuren).

### Lid van diverse partijen
Bertinotti was sinds 1964 ook politiek actief, eerst binnen de Socialistische Partij van Italië (linkervleugel) en daarna binnen de Italiaanse Socialistische Partij van de Proletarische Eenheid (PSUP). In 1972 werd hij lid van de Communistische Partij van Italië (PCI). Hij behoorde tot de vleugel van de hoofdredacteur van L'Unità (partijkrant), Pietro Ingrao. Ingrao streefde naar een ondogmatisch, links communisme en stond lijnrecht tegenover de orthodox, Moskou-getrouwe vleugel en de reformistische vleugel.
Toen de PCI in 1991 werd omgevormd in de Partito Democratico della Sinistra. De PDS nam afstand van het communisme en marxisme-leninisme en omarmde het democratisch socialisme. Bertinotti was fel tegen deze ontwikkeling maar besloot lid te worden van de nieuwe PDS omdat zijn mentor Pietro Ingrao zich ook bij deze partij aansloot.

## Rifondazione Comunista
Fausto Bertinotti raakte al gauw in onmin met Achille Occhetto, de voorzitter van de PDS. In 1993 verliet hij de PDS en werd lid van de Partito della Rifondazione Comunista (PRC). Reeds in 1994 werd hij tot nationaal secretaris van de PRC benoemd. Hij verving hiermee Sergio Gravini, die sinds de oprichting van de PRC secretaris was geweest. Aanvankelijk deelde Bertinotti de macht met voorzitter Armando Cossutta, maar spoedig bleek Bertinotti dankzij zijn charisma de machtigste van de twee te zijn.
Toen in 1996 Romano Prodi, leider van de Olijfboomcoalitie (christendemocraten, links-liberalen en PDS), premier werd, besloot de PRC de nieuwe regering parlementair te steunen. In 1997 raakte de PRC in de problemen met het economisch liberaliseringsbeleid van Prodi. In november 1998, tijdens een zitting van het Nationaal Politiek Comité van de PRC besloot de partij de nieuwe begroting niet goed te keuren. Tijdens de stemming in het parlement stemde de PRC inderdaad tegen de begroting die Prodi voorlegde. Hierdoor dreigde het kabinet te vallen. Cossutta en de zijnen wilden dat de regering aanbleef, omdat zij verwachten dat er anders een centrumrechtse regering aan de macht zou komen. De groep rond partijvoorzitter Cossutta scheidde zich van de PRC af en vormde de Partito dei Comunisti Italiani (PdCI).
Bij de Europese verkiezingen van 1999 deed de PRC het bijzonder slecht, maar desondanks werd Bertinotti in het Europees Parlement gekozen.
Sinds 2002 zijn de verhoudingen tussen de andere linkse partijen en de PRC verbeterd. De PRC maakte deel uit van een centrumlinkse alliantie bij zowel de Europese als de regionale verkiezingen (respectievelijk 2004 en 2005) en maakt thans deel uit van de centrumlinkse alliantie L'Unione van Prodi.
In april 2002 werd Bertinotti tijdens Vijfde Partijcongres met 88% van de stemmen als nationaal secretaris herkozen.

## Nieuwe koers
Sinds 2001 voert de PRC onder Bertinotti een nieuwe koers. De partij werkt nauw samen met anti- en andersglobaliseringsgroepen en de PRC participeerde in de protestbeweging die tijdens G8 top in Genua (juli 2001) demonstreerde tegen de globalisering en het neoliberalisme. De Trotskistische fractie binnen de partij wil hier echter niets van weten.
Bertinotti streeft nog altijd naar een sterk, progressief volksfront dat hij als alternatief ziet voor een liberale regering (of dit nu een links of rechts-liberale regering is, in de ogen van Bertinotti zijn beide "kapitalistisch"). Toch heeft hij groen licht gegeven voor samenwerking met burgerlijk linkse partijen als dit betekent dat rechts hierdoor verzwakt wordt.
Fausto Bertinotti staat bekend als een keurige man, een intellectueel die ook de middenklasse aanspreekt, maar toch vooral een volksleider is.

## Europees parlement (commissies e.d.)
- Commissie Economische en Monetaire Zaken
- Delegatie in de Gemengde Parlementaire Commissie EU - Macedonië
- Commissie Juridische Zaken (plv.)

## Werken
- La Camera dei lavori. Ediesse, Roma, 1987
- La democrazia autoritaria. Datanews, Roma, 1991
- Tutti i colori del rosso (a cura di Lorenzo Scheggi Merlini). Sperling & Kupfer, Milano, 1995
- Le due sinistre (con Alfonso Gianni). Sperling & Kupfer, Milano, 1997
- Pensare il '68 (con Alfonso Gianni). Ponte alle Grazie, Milano, 1998
- Le idee che non muoiono (con Alfonso Gianni). Ponte alle Grazie, Milano, 2000
- Per una pace infinita (con Alfonso Gianni). Ponte alle Grazie, Milano, 2002